# Chauliognathus gracilipictus
Chauliognathus gracilipictus là một loài bọ cánh cứng trong họ Cantharidae. Loài này được Lea miêu tả khoa học năm 1915.